# Wizards & Warriors X: The Fortress of Fear
Wizards & Warriors X: The Fortress of Fear är ett sidscrollande Game Boy-spel, utvecklat av Rare. Spelet utgavs av Acclaim Entertainment i januari 1990 i Nordamerika och i Europa samma år.

## Handling
Spelet utspelar sig 17 år efter Ironsword: Wizards & Warriors II. Den elake trollkarlen Malkil har återvänt och rövat bort prinsessan Elaine, och Kuros måste rädda henne.

### Fotnoter
1. ↑  Kompositörsinformation för Wizards & Warriors X: The Fortress of Fear på Portable Music History